# Гомфы
Гомфы (др.-греч. Γόμφοι, лат. Gomphi) — полис в Гестиеотиде в Фессалии, на границе с Эпиром, у реки Памисос. Благодаря географическому положению, позволявшему контролировать два горных прохода из Эпира в Фессалию имел стратегическое значение на протяжении долгого времени. Древние Гомфы расположены в местности «Эпископи» («Επισκοπή») общины Музакион и на территории деревни Палеомонастирон и современного Гомфи.

## Этимология названия
Слово γόμφος мн. ч. γόμφοι означает деревянный колышек, или гвоздь, например, тот, которым соединяются большие каменные блоки.

## История
Упоминается в «Географии» Страбона. Наряду с Триккой, Пелиннеем, и Метрополем составляет как бы четырёхугольник.
Основан в IV веке до н. э. Во время завоевания Филиппом II Македонским Фессалии Гомфы были укреплены и переименованы в Филлипополь (Φιλιππούπολης). Примерно в это же время, 340 до н. э. в Гомфах чеканилась собственная серебряная, а позже и медная монета с изображением Зевса. По другим источникам Гомфы был переименованы в Филлипополь позже, при Филиппе V Македонском. Кроме Зевса в Гомфах почитали Диониса Карпия, есть упоминания о виноградниках в этих местах
Ориентировочно периодом завоевания Филиппом Македонским Фессалии датируются, на основании кладки, и сигнальные башни в горах в окрестностях Гомф. В пределах видимости с ближайшей к Гомфам башни находится другое античное поселение, Ифома, а кроме того, еще одна сигнальная башня. Очевидно, что эти сигнальные башни — меры, предпринятые для защиты региона от нападения со стороны Эпира.
Во Второй Македонской войне против Филиппа V Македонского, Аминандр, царь Атамании (Эпир), в союзе с римским консулом Титом Квинкцием Фламинином захватил Гомфы в 198 году до н. э. Для Фламинина захват Гомф имел стратегическое значение, поскольку позволял выйти к Арте и Амвракийскому заливу, откуда к нему поступало подкрепление.
В борьбе между Гаем Юлием Цезарем и Гнеем Помпеем Гомфы поддерживали Помпея и закрыли ворота при наступлении Цезаря, который взял Гомфы в течение нескольких часов. В связи с этими событиями Цезарь описывает Гомфы как «первый город в Фессалии, если идти из Эпира»
Византийские филологические источники и данные раскопок свидетельствуют о том, что еще в VI веке н. э. город Гомфы существовал, а при Юстиниане его стены были обновлены
В средние века город существовал под именем Рапсиста или Лапсиста. Историческое имя Гомфи ему вернули в 1930 году.

## Археология
С 1960-х годов проводятся раскопки древнего поселения. Была обнаружена часть стены, часть большого общественного здания, часть большого дома римского периода, а кроме того, древние захоронения.